# Meridiaan van Ujjain
De meridiaan van Ujjain is een meridiaan die door de Indiase stad Ujjain loopt en die vanaf de vierde eeuw v.Chr. bij Hindoe-astronomen als nulmeridiaan in gebruik was. De lijn bevindt zich op 75° 46′ 0,0″ oosterlengte (OL) ten opzichte van de thans geldende wereldstandaard, de IERS referentiemeridiaan.
Een meridiaan is een denkbeeldige lijn over het aardoppervlak, haaks op de evenaar, van pool naar pool. Rond haar omtrek, bijvoorbeeld de evenaar, is de aarde verdeeld in 360 graden, die vanaf een nulmeridiaan worden uitgemeten. Zij worden aangeduid in graden (van 0 tot 180) oosterlengte, respectievelijk westerlengte. Een graad (°) kan verdeeld worden in 60 minuten (') en een minuut in 60 seconden ("). Samen met de positie in graden ten opzichte van de evenaar (de breedte) en eventueel de hoogte kan elke plek op aarde eenduidig worden aangegeven.
Er zijn oneindig veel meridianen mogelijk, maar slechts eentje daarvan is de nullijn. De locatie van de evenaar wordt bepaald door de as van de aarde. De keuze voor een nulmeridiaan echter, is een geografisch willekeurige. In de loop der tijd zijn er, vaak om economische of politieke redenen, vele van deze nullijnen in gebruik geweest.

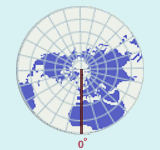
Een nullijn met nog 23 meridianen

## De meridiaan van Ujjain

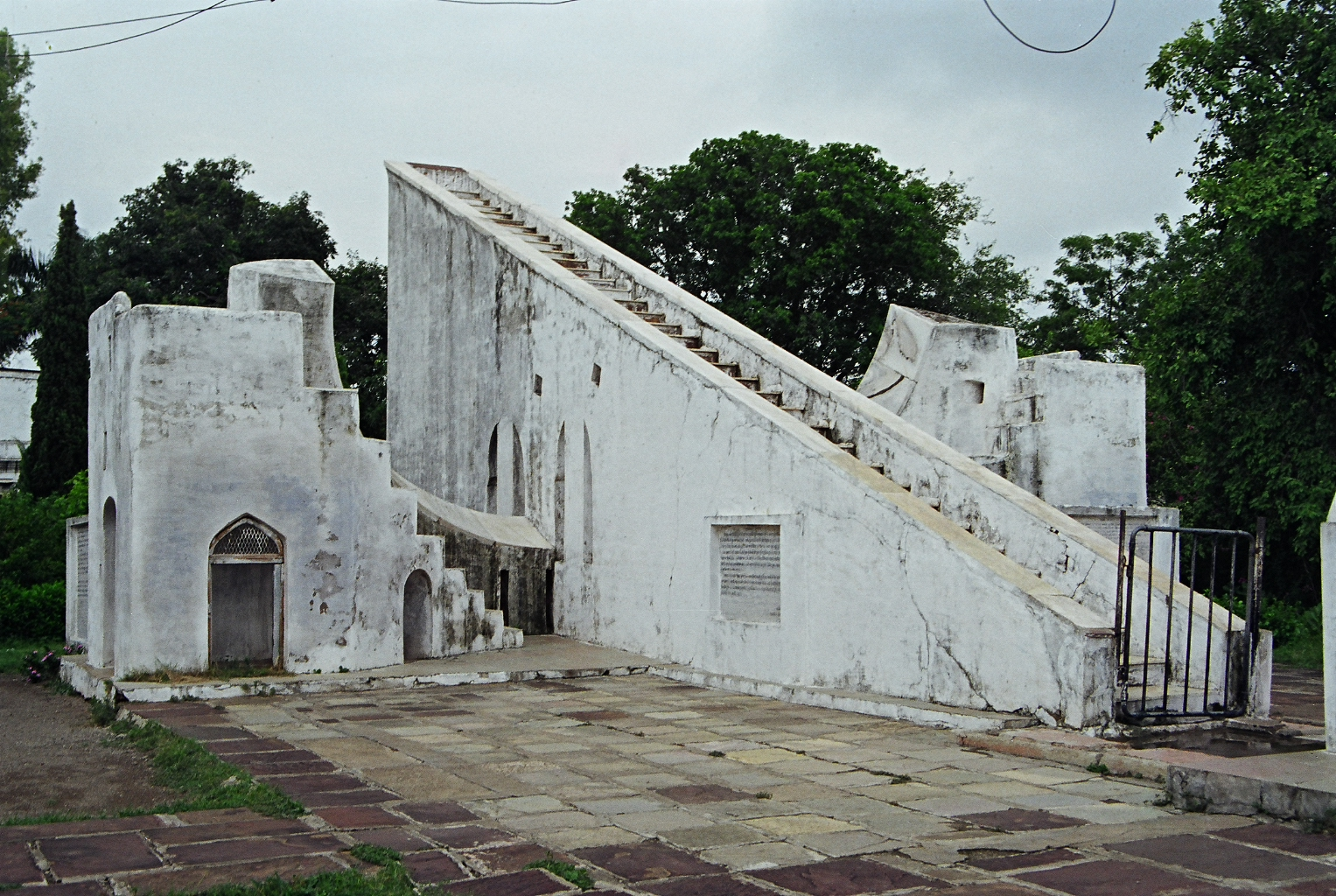
Zonnewijzer in het Vedha Shala-observatorium van Ujjain.

De eerste kennis in India op het gebied van de geografie is verwoord in de Satapatha Brahmana, een tekst die onderdeel is van de Hindoefilosofie zoals vastgelegd in de Veda's. Deze religieuze tekst uit de periode 9de-7de eeuw v.Chr vermeldt ook als een van de eerste teksten ter wereld het zonnestelsel waarin de zon het middelpunt is. De meridiaan van Ujjain wordt genoemd in de Hindoetekst Surya Siddhanta, een verhandeling over de astronomie die een verzameling is van overgeleverde kennis en kunde, waarvan de eerste versie waarschijnlijk in de derde eeuw v.Chr. werd opgetekend. Deze referentielijn neemt er een centrale rol bij de tijdrekening in: een nieuwe dag begon met de zonsopkomst op de meridiaan van Ujjain. Deze tijdrekening, waarvan de ademhalingscyclus bij volwassenen (prāna) met 4 seconden de kleinste eenheid was, kende een siderisch jaar dat slechts een fractie afweek van de berekening die thans wordt gehanteerd.

Sommige bronnen noemen het feit dat Ujjain op de Kreeftskeerkring ligt, als reden voor het belang dat aan deze meridiaan werd gehecht. Doch verreweg de meeste bronnen vermelden het belang van de stad als religieus en wetenschappelijk centrum vanaf het eerste millennium v.Chr. of zelfs nog iets eerder.

## Rol bij de cartografie
Een belang van deze meridiaan voor (vroege) cartografie in India kan niet worden aangetoond. Vóór de instroom van ideeën vanuit de hellenistische wereld -Ujjain had handelscontacten met Alexandrië- kende het gebied slechts basale kennis van deze wetenschap. Wel waren Indiase astronomen en geografen op de hoogte van de relatie tussen tijd en afstand, die met de berekening van lengtegraden samenhangt.
De meridiaan van Ujjain werd later door Arabische cartografen gebruikt, vanaf de pre-Islam periode. Vanwege (mogelijk) een schrijffout kwam ze als de meridiaan van Arin bekend te staan, een later haast mythische stad in het midden van de bekende wereld, op de evenaar en 10° ten oosten van Bagdad. Daarmee was de relatie met de oorspronkelijke meridiaan alleen nog maar historisch.